# Черрі-Крік (Нью-Йорк)
Черрі-Крік (англ. Cherry Creek) — місто (англ. town) в США, в окрузі Чотоква штату Нью-Йорк. Населення — 1037 осіб (2020).

## Демографія
Згідно з переписом 2010 року, у місті мешкало 1118 осіб у 420 домогосподарствах у складі 308 родин. Було 586 помешкань
Расовий склад населення:
| - 97,4 % — білих - 0,5 % — чорних або афроамериканців - 0,2 % — азіатів - 0,1 % — корінних американців |

До двох чи більше рас належало 1,6 %. Частка іспаномовних становила 2,1 % від усіх жителів.
За віковим діапазоном населення розподілялося таким чином: 26,5 % — особи молодші 18 років, 58,4 % — особи у віці 18—64 років, 15,1 % — особи у віці 65 років та старші. Медіана віку мешканця становила 39,8 року. На 100 осіб жіночої статі у місті припадало 101,8 чоловіків;  на 100 жінок у віці від 18 років та старших — 97,6 чоловіків також старших 18 років.
Середній дохід на одне домашнє господарство  становив 60 146 доларів США (медіана — 52 969), а середній дохід на одну сім'ю — 65 511 долар (медіана — 56 875). Медіана доходів становила 42 337 доларів для чоловіків та 34 643 долари для жінок. За межею бідності перебувало 22,2 % осіб, у тому числі 47,2 % дітей у віці до 18 років та 11,8 % осіб у віці 65 років та старших.
Цивільне працевлаштоване населення становило 444 особи. Основні галузі зайнятості: освіта, охорона здоров'я та соціальна допомога — 30,4 %, виробництво — 15,5 %, публічна адміністрація — 10,4 %, будівництво — 9,5 %.